# Toshirō Daigo
Toshirō Daigo (醍醐敏郎 Daigo Toshirou, født 2. januar 1926, død 10. oktober 2021) var en japansk judoka og forfatter. Han var chefinstruktør på Kodokan, og manager af det japanske judolandshold.
Han var en af de blot 15 personer tiende dan. Han blev forfremmet ved nytårsceromonien Kagami biraki den 8. januar 2006 sammen med Ichiro Abe og Yoshimi Osawa.

## Biografi
Daigo blev født i 1926, og blev efterfølgende uddannet ved Tokyo University of Education. Han var All-Japan Judo mester i 1951 og 1954. Han er forfatteren til Kodokan Judo: Throwing Techniques (dansk: Kodokan Judo: Kaste Teknikker), en komplet beskrivelse af alle eksisterende kaste teknikker i judo, samlet i én bog.